# Чемпионат мира по пляжному самбо 2023
3-й лично-командный чемпионат мира по пляжному самбо прошёл в городе Хуан-Долио (Доминиканская Республика) 9-10 сентября 2023 года на пляжах Атлантического океана. Соревнования проводились среди мужчин и женщин. В личных соревнованиях было разыграно 8 комплектов наград (по 4 у мужчин и женщин) и один комплект — в командных соревнованиях. В соревнованиях приняли участие 150 спортсменов из 32 стран. Российские спортсмены выступали под флагом Международной федерации самбо.
Занявший 2 место в категории свыше 88 кг среди мужчин представитель США Мохамед Радат был дисквалифицирован за отказ от сдачи допинг-теста.

## Медалисты

### Мужчины
| Весовая категория | Золото                     | Серебро                     | Бронза                                                   |
| ----------------- | -------------------------- | --------------------------- | -------------------------------------------------------- |
| до 58 кг          | Дамир Шамсутдинов · Россия | Токтарбай Алиби · Казахстан | Габриэль Стефания Рима · Румыния Давид Овсепян · Армения |
| до 71 кг          | Шамиль Тюряев · Россия     | Матан Иглицки · Израиль     | Иван Лопучанский · США Самат Сагатбеков · Казахстан      |
| до 88 кг          | Антон Суровцев · Россия    | Болат Сапар · Казахстан     | Дмитрий Вилтовский · США Эдуард Гарсиа · Венесуэла       |
| свыше 88 кг       | Даниэль Натя · Румыния     | Мохамед Радат · США         | Артур Хапцев · Россия Ермухан Естай · Казахстан          |

  *   Принимающая страна (Доминиканская Республика)
| Место          | Страна         | Золото | Серебро | Бронза | Всего |
| -------------- | -------------- | ------ | ------- | ------ | ----- |
| 1              | Россия         | 3      | 0       | 1      | 4     |
| 2              | Румыния        | 1      | 0       | 1      | 2     |
| 3              | Казахстан      | 0      | 2       | 2      | 4     |
| 4              | Израиль        | 0      | 1       | 0      | 1     |
| 5              | США            | 0      | 0       | 2      | 2     |
| 6              | Армения        | 0      | 0       | 1      | 1     |
| 6              | Венесуэла      | 0      | 0       | 1      | 1     |
| Всего стран: 7 | Всего стран: 7 | 4      | 3       | 8      | 15    |

### Женщины
| Весовая категория | Золото                    | Серебро                       | Бронза                                                                      |
| ----------------- | ------------------------- | ----------------------------- | --------------------------------------------------------------------------- |
| до 50 кг          | Оксана Кобелева · Россия  | Маргарита Бажаева · Казахстан | Кристина Бланару · Румыния Луизинья Кампос · Венесуэла                      |
| до 59 кг          | Екатерина Цыберт · Россия | Саша Бувалда · Нидерланды     | Барбара Руиз Тимауре · Венесуэла Кристина Бондарь · Румыния                 |
| до 72 кг          | Ольга Малейка · Румыния   | Валерия Ломакина · Россия     | Норма Хименес · Коста-Рика Араселис Соса Сантана · Доминиканская Республика |
| свыше 72 кг       | Бьянка Продан · Румыния   | Олеся Ткаченко · Россия       | Одри Пуэлло · Доминиканская Республика Бренда Молина Эрнандес · Куба        |

  *   Принимающая страна (Доминиканская Республика)
| Место          | Страна                    | Золото | Серебро | Бронза | Всего |
| -------------- | ------------------------- | ------ | ------- | ------ | ----- |
| 1              | Россия                    | 2      | 2       | 0      | 4     |
| 2              | Румыния                   | 2      | 0       | 2      | 4     |
| 3              | Казахстан                 | 0      | 1       | 0      | 1     |
| 3              | Нидерланды                | 0      | 1       | 0      | 1     |
| 5              | Венесуэла                 | 0      | 0       | 2      | 2     |
| 5              | Доминиканская Республика* | 0      | 0       | 2      | 2     |
| 7              | Коста-Рика                | 0      | 0       | 1      | 1     |
| 7              | Куба                      | 0      | 0       | 1      | 1     |
| Всего стран: 8 | Всего стран: 8            | 4      | 4       | 8      | 16    |

### Командные соревнования
| Команды | Золото  | Серебро   | Бронза            |
| ------- | ------- | --------- | ----------------- |
|         | Румыния | Казахстан | Россия Коста-Рика |

## Общий медальный зачёт
*   Принимающая страна (Доминиканская Республика)
| Место           | Страна                    | Золото | Серебро | Бронза | Всего |
| --------------- | ------------------------- | ------ | ------- | ------ | ----- |
| 1               | Россия                    | 5      | 2       | 1      | 8     |
| 2               | Румыния                   | 3      | 0       | 3      | 6     |
| 3               | Казахстан                 | 0      | 3       | 2      | 5     |
| 4               | Израиль                   | 0      | 1       | 0      | 1     |
| 4               | Нидерланды                | 0      | 1       | 0      | 1     |
| 6               | Венесуэла                 | 0      | 0       | 3      | 3     |
| 7               | Доминиканская Республика* | 0      | 0       | 2      | 2     |
| 7               | США                       | 0      | 0       | 2      | 2     |
| 9               | Армения                   | 0      | 0       | 1      | 1     |
| 9               | Коста-Рика                | 0      | 0       | 1      | 1     |
| 9               | Куба                      | 0      | 0       | 1      | 1     |
| Всего стран: 11 | Всего стран: 11           | 8      | 7       | 16     | 31    |